# Ortsamt (Hamburg)

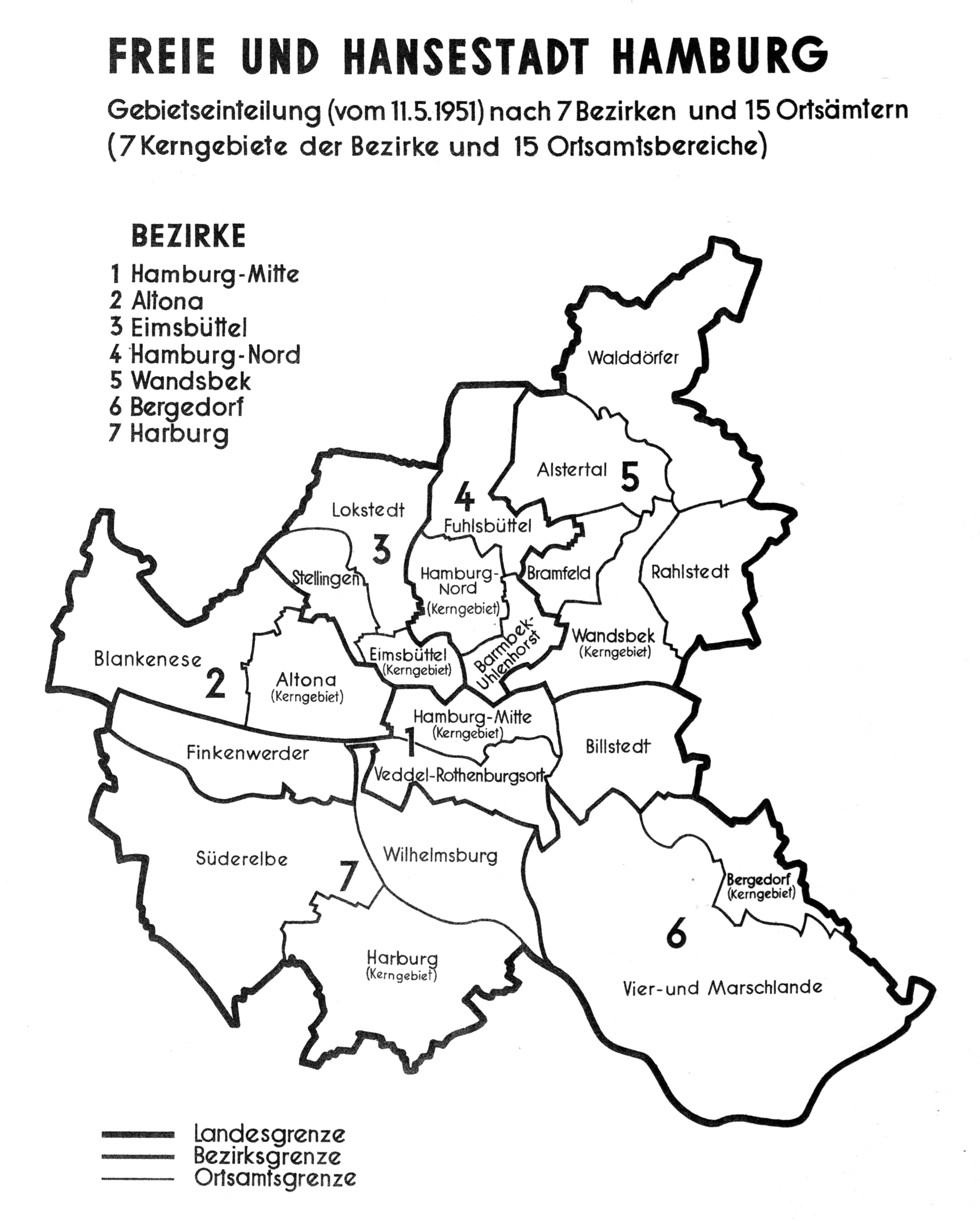
Gebietseinteilung der Ortsämter 1951

Ein Ortsamt war in Hamburg bis Anfang 2007 eine dezentrale Dienststelle des Bezirksamtes für bürgernahe Dienstleistungen, jedoch keine eigenständige Behörde. Ursprünglich entstanden als Notlösung nach den verheerenden Luftangriffen im Juli 1943, wurden die Ortsämter auch nach Kriegsende beibehalten und in die neue Bezirksstruktur von 1951 übernommen. Zuletzt gab es in Hamburg 15 Ortsämter. 
Die Ortsämter wurden jeweils von einem Ortsamtsleiter geleitet. Bei jedem Ortsamt gab es einen Ortsausschuss, der nach dem Wahlergebnis des gesamten jeweiligen Bezirks – also nicht nur im Ortsamtsgebiet – besetzt wurde. So wie das Ortsamt dem Bezirksamt und der Ortsamtsleiter dem Bezirksamtsleiter unterstand, so war auch der Ortsausschuss lediglich ein Ausschuss der jeweiligen Bezirksversammlung, die seine Beschlüsse jederzeit ändern konnte.
Zum 31. Januar 2007 wurden die Ortsämter im Zuge einer Bezirksverwaltungsreform aufgelöst und die Aufgaben auf die Bezirksämter sowie regional zuständige Fachdienststellen übertragen:
- Bürger-/Kundenzentren (Meldeämter)
- Bauprüfabteilungen (Bauanträge und -genehmigungen)
- Jobcenter (Job-Vermittlung und Betreuung von Hartz-IV-Empfängern)

Die bisherigen Ortsamtsleiter wurden durch Regionalbeauftragte ersetzt. Nach der Wahl im Februar 2008 wurden die Ortsausschüsse durch Regionalausschüsse ersetzt.

## Aufgaben der Ortsämter
In den Ortsämtern befanden sich vor allem Einwohnermeldeämter und Bauprüfabteilungen für die zugehörigen Stadtteile. Aus Rationalisierungsgründen wurden viele Dienstleistungen jedoch nur von den Bezirksämtern erbracht.
Viele Behördenleistungen können Hamburger Bürger heute in jedem Bezirksamt oder Bürger-/Kundenzentrum wahrnehmen, unabhängig vom Wohnsitz. Wegen der dezentralen Aktenführung vor Einführung der elektronischen Datenverarbeitung war dies nicht möglich. Für die Einwohner Hamburgs war es daher wichtig, dass sie das für sie zuständige Ortsamt kannten.

## Liste der ehemaligen Ortsämter und ihrer Zuständigkeitsbereiche
Alstertal
Hamburg-Hummelsbüttel
Hamburg-Poppenbüttel
Hamburg-Sasel
Hamburg-Wellingsbüttel
Barmbek-Uhlenhorst
Hamburg-Barmbek-Nord
Hamburg-Barmbek-Süd
Hamburg-Dulsberg
Hamburg-Hohenfelde
Hamburg-Uhlenhorst
Billstedt
Hamburg-Billbrook
Hamburg-Billstedt
Hamburg-Horn
Blankenese
Hamburg-Blankenese
Hamburg-Iserbrook
Hamburg-Lurup
Hamburg-Nienstedten
Hamburg-Osdorf
Hamburg-Rissen
Hamburg-Sülldorf
Bramfeld
Hamburg-Bramfeld
Hamburg-Steilshoop
Finkenwerder
Hamburg-Finkenwerder
Hamburg-Waltershof
Fuhlsbüttel
Hamburg-Fuhlsbüttel
Hamburg-Langenhorn
Hamburg-Ohlsdorf
Lokstedt
Hamburg-Lokstedt
Hamburg-Niendorf
Hamburg-Schnelsen
Rahlstedt
Hamburg-Rahlstedt
Stellingen
Hamburg-Eidelstedt
Hamburg-Stellingen
Süderelbe
Hamburg-Altenwerder
Hamburg-Cranz
Hamburg-Francop
Hamburg-Hausbruch
Hamburg-Moorburg
Hamburg-Neuenfelde
Hamburg-Neugraben-Fischbek
Veddel-Rothenburgsort
Hamburg-Kleiner Grasbrook
Hamburg-Rothenburgsort
Hamburg-Steinwerder
Hamburg-Veddel
Vier- und Marschlande
Hamburg-Allermöhe
Hamburg-Altengamme
Hamburg-Billwerder
Hamburg-Curslack
Hamburg-Kirchwerder
Hamburg-Moorfleet
Hamburg-Neuengamme
Hamburg-Ochsenwerder
Hamburg-Reitbrook
Hamburg-Spadenland
Hamburg-Tatenberg
Walddörfer
Hamburg-Bergstedt
Hamburg-Duvenstedt
Hamburg-Farmsen-Berne
Hamburg-Lemsahl-Mellingstedt
Hamburg-Volksdorf
Hamburg-Wohldorf-Ohlstedt
Wilhelmsburg
Hamburg-Wilhelmsburg
Die in dieser Aufzählung nicht genannten Stadtteile wurden nicht von einem Ortsamt, sondern als „Kerngebiet“ unmittelbar vom jeweiligen Bezirksamt verwaltet.